# Спокуса (повість)
«Спокуса» — повість Девіда Бріна, опублікована в 1999 році в антології «Далекі обрії: усі нові казки з найбільших світів наукової фантастики» під ред. Роберта Сільверберга.

## Сюжет
Ця коротка новела повертається на планету Дзідзьо, де розгортаються перші дві книги трилогії «Саги про піднесення». Наприкінці саги на Дзідзьо залишилася невелика група неодельфінів, тих, хто страждає від «стресового атавізму», стану, коли суб'єкт повертається до більш примітивного стану, подібного до непіднятих дельфінів, а також медичний персонал для нагляду їх та інших, які вважаються несуттєвими для відчайдушної останньої місії Стрікера. Крім того, вони повинні шукати Піпо, медсестру, яку викрали двоє повернутих дельфінів, Жакі та Мопол, які хотіли залишитися на Дзідзьо з нею як своїм сексуальним партнером.
Ткетт був археологом на борту «Стрікера» і належить до тих, хто вважався несуттєвим. Він не страждає стресовим атавізмом, але має, здавалося б, оманливу віру в те, що вони всі одного дня повернуться на Землю. Використовуючи надзвичайно чутливий підводний слух дельфіна, він виявляє звук двигунів і, вірячи, що це може бути один із багатьох стародавніх кораблів, які використовувалися як приманки під час втечі Стрікера з Дзідзьо, вирушає в погоню за ним у супроводі Чіссіса, частково повернутого напарника екіпажу.
Піпо також чує звук двигунів глибоко в океані та вирішує, що їй настав час тікати. Оскільки вона абсолютно не знає, де вона знаходиться відносно станції для дельфінів біля порту Вуфон, гуркіт віддаленого двигуна є єдиною підказкою, у якій вона має зрозуміти, у якому напрямку рухатися. Вона починає з того, що пливе глибоко, де її викрадачі менш ймовірно помітять її втечу, але зрештою вдається до шаленого спринту поверхнею, коли вона вловлює звуки Мопола та Жакі, які переслідують її своїми моторними санчатами. Виснажена, вона доходить до моменту, де опинилася прямо над шумом двигуна, і відчайдушно пірнає до нього, знаходячи не космічний корабель, а щось схоже на дивне морське чудовисько, яке хапає її щупальцем, коли вона втрачає свідомість.
Приблизно в цей же час Ткетт і Чіссіс стикаються з джерелом шуму, за яким вони переслідували. Виявилося, що це надзвичайно велика циліндрична машина, яка рухається дном океану. Вони заходять у люк і знаходять усередині дивне царство, де крихітні версії шести рас, що живуть на поверхні, живуть у дивних напівпрозорих кубах, мабуть, живуть повністю всередині симуляції. Вони бачать величезну кількість цих кубів у численних величезних камерах у машині.
Піпо прокидається в басейні всередині «істоти», яку вона зустріла, і так само знаходить крихітні версії шести рас, що живуть у ньому, але в цьому випадку вони живуть у химерних селах уздовж берегів заплутаних водних шляхів. Кожне село має очевидного лідера-шамана, який може закликати інших істот для захисту своїх людей. Зрештою вона зустрічає доброзичливого шамана, який визнає в ній дельфіна, а не монстра. Обом групам дельфінів пояснюється, що вони прибули на ці симуляції раніше, ніж очікувалося, але їх запрошують залишитися там і жити життям нескінченних пригод і хвилювань.
Голографічний зв'язок використовується, щоб дозволити їм говорити один з одним і побачити, що Жакі та Мопол вже прийняли пропозицію та чекають трансформації та входу в симульовані світи. Їм кажуть, що нікого не змушують брати участь у симуляції, але якщо вони відмовляться, їхня пам'ять про зустріч буде стерта, щоб захистити таємницю проекту, який тепер виявлено як змова Буюр, останньої гонки до законно проживати в Дзідзьо.
Буюр передбачив «Час змін» і знав, що галактика Дзідзьо втратить зв'язок із ширшою галактичною цивілізацією. Їхній план полягає в тому, що нащадки тих, хто бере участь у симуляції, заснують абсолютно новий тип цивілізації, яка відкидає науку на користь магії та чудес, створених машиною Буюра.
Ткетт не сприймає цю ідею і повністю відкидає її, тоді як Піпо стверджує, що потрібно прийняти її та залучити якомога більше інших дельфінів, щоб приєднатися до них. Коли вони сперечаються, Чісіс пропонує Ткетту уважніше прислухатися до того, що говорить Піпо, і він розуміє, що за її словами криється приховане звукове повідомлення, яке радить йому «поспати».
Дещо пізніше Ткетт прокидається на поверхні разом із двома іншими дельфінами, дезорієнтований, побачивши, що вже пливе у швидкому темпі. Піпо пояснює, що вона зрозуміла, що Буюр не має досвіду роботи зі структурою мозку китоподібних і не усвідомлює, що лише одна півкуля їхнього мозку спить одночасно. Ткетт раптом згадує все з їхньої зустрічі, і троє погоджуються, що боротимуться проти змови. Чісіс робить зауваження, які, здається, вказують на те, що вона готова повернутися до повного розуму з іншими.

## Персонажі
(всі головні герої — піднесені неодельфіни)
- Макані: хірург з Мельбурн-Андер
- Брукіда: старший геофізик
- Ткетт: археолог, шукає Піпо
- Жакі: дельфін-самець, страждав частковим атавізмом, викрав Піпо за допомогою Мопола
- Піпо: медсестра, викрадена Жакі та Мополом
- Мопол: cfvtwm, постраждав від часткового атавізму, викрав Піпо за допомогою Жакі
- Каа: пілот і коханець Піпо, який з'являється їй у видінні, коли вона тікає з полону
- Чісіс: дослідник і льотчик, страждає на стресовий атавізм

## Ровнішні посилання
- «Спокуса» на сайті Бріна
- Temptation в Internet Speculative Fiction Database (англ.)